# Mbwana Samatta
Mbwana Aly Samatta (ur. 7 stycznia 1992 w Dar es Salaam) – tanzański piłkarz występujący na pozycji napastnika.

## Kariera klubowa
Samatta karierę rozpoczynał w 2008 roku w zespole African Lyon FC. Grał tam przez 2 lata. W 2010 roku odszedł do klubu Simba SC. Tam z kolei występował przez rok. W 2012 roku podpisał kontrakt z zespołem TP Mazembe z Demokratycznej Republiki Konga. W 2016 przeszedł do KRC Genk za kwotę 500 tysięcy euro. W 2020 trafił do Aston Villi. Był z niej wypożyczony do Fenerbahçe SK, który wykupił go w 2021. Latem 2021 wypożyczono go do Royal Antwerp FC, a w 2022 do KRC Genk. W 2023 został zawodnikiem klubu PAOK FC.

## Kariera reprezentacyjna
W reprezentacji Tanzanii Samatta zadebiutował 9 lutego 2011 roku w wygranym 1:0 towarzyskim meczu z Palestyną.